# Velten
Velten (pronunciación en alemán: /ˈfɛltn̩/ⓘ) es un municipio situado en el distrito de Alto Havel, en el estado federado de Brandeburgo (Alemania), a una altitud de 30 metros. Su población a finales de 2016 era de 12 000 habs. y su densidad poblacional, 500 hab/km².